# セイロン沖海戦

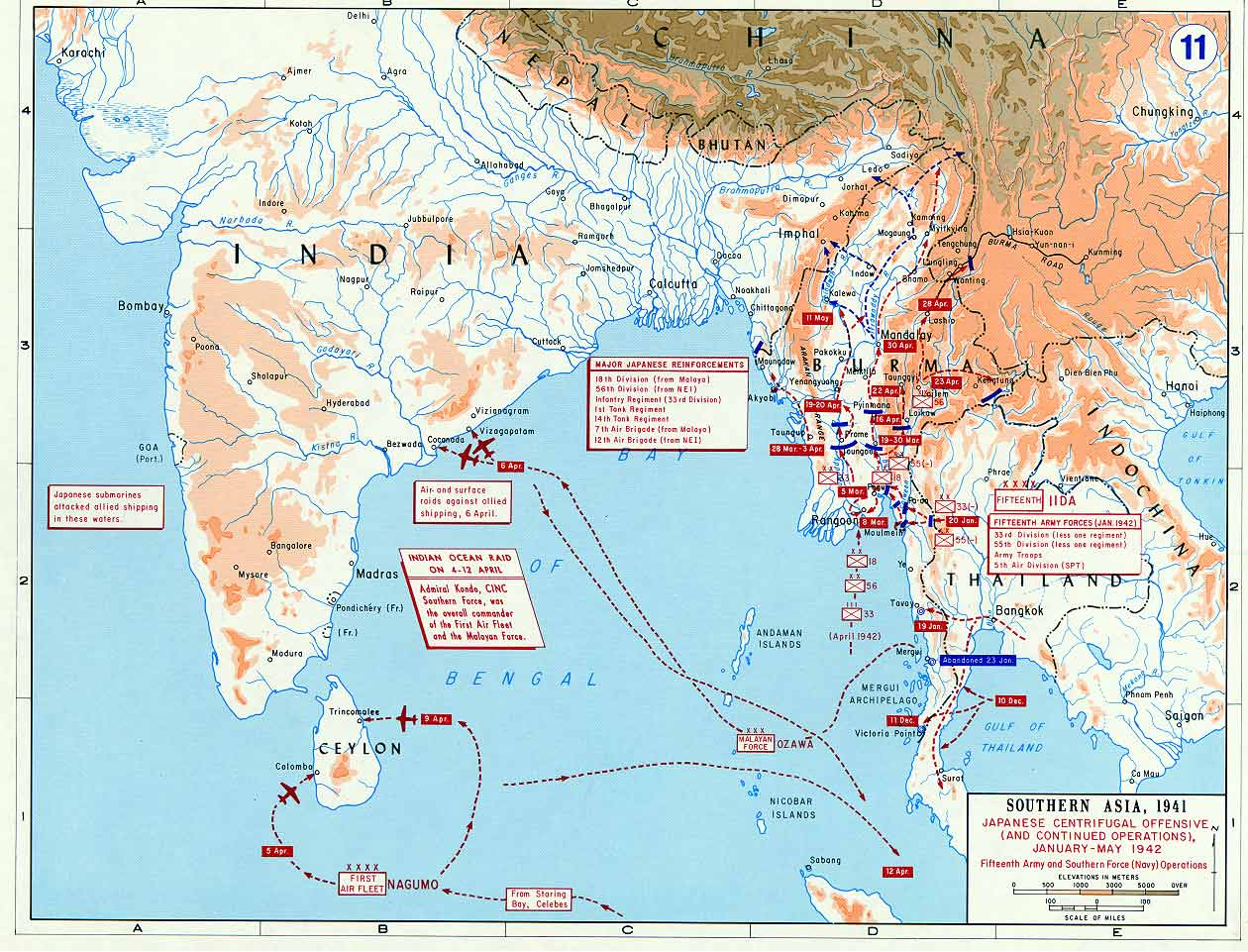
セイロン沖海戦とベンガル湾機動作戦の経過概要（図の左側）

セイロン沖海戦（セイロンおきかいせん）は、1942年4月5～9日にインド洋セイロン島沖で日本海軍とイギリス海軍の間で行われた戦闘。インド洋作戦の過程で発生した。本記事では、セイロン沖海戦前後に日本海軍が実施および計画した通商破壊作戦（ベンガル湾機動作戦、Ｂ作戦）についても述べる。

## 概要
セイロン沖海戦は、太平洋戦争初期の1942年（昭和17年）4月上旬に、インド洋のセイロン島海域で行われた日本海軍とイギリス軍の海戦。南方部隊（指揮官近藤信竹第二艦隊司令長官）が発令したセイロン島方面機動作戦（3月9日）とベンガル湾機動作戦（3月14日）により、南方部隊指揮下の南雲機動部隊（指揮官南雲忠一第一航空艦隊司令長官、正規空母5隻基幹）と馬来部隊（指揮官小沢治三郎第一南遣艦隊司令長官、巡洋艦6、軽空母1、駆逐艦4）は、4月初旬よりインド洋で機動作戦を実施した。南雲機動部隊は4月5日にセイロン島のコロンボを、9日にトリンコマリーを空襲し、大きな戦果をあげた。また馬来部隊は4月6日にベンガル湾で商船20隻以上を撃沈する戦果をあげた。
イギリス海軍は暗号解読により東洋艦隊（司令長官ジェームズ・サマヴィル中将）をもって邀撃したが、艦隊主力同士が交戦する機会はなかった。東洋艦隊本隊とわかれて行動していた重巡洋艦2隻（5日）、空母「ハーミーズ」と駆逐艦1隻ほか（9日）が、南雲機動部隊の攻撃により撃沈された。イギリス東洋艦隊はセイロン島とモルディブ諸島の拠点から、アフリカ東岸のキリンディニ港とマダガスカルまで後退した（インド洋の戦い）。

## 背景

### 日本
1942年（昭和17年）3月9日の時点で日本軍はジャワ島を攻略し（蘭印作戦）、南方資源地帯占領は想定より早く進行、第一段作戦（南方作戦）はバターン半島攻略とビルマ方面をのぞき最終段階を迎えていた。
しかし続く第二段作戦は、セイロン島に進出してインド・中国方面を攻略し、ドイツ・イタリアと連携作戦（西亜打通作戦）を目指す陸軍側と、オーストラリア大陸攻略またはサモア諸島まで進出して米豪遮断作戦を目指す海軍側（特に軍令部）とが対立し、最終目標が決まってなかった。
しかし、日独伊三国同盟を結ぶナチス・ドイツは、インド洋に日本海軍が進出することによってイギリスの後方が撹乱されることを期待、海軍軍事委員会の野村直邦海軍中将と何度か協議の場を設けていた。
連合艦隊司令部では2月20日から23日にかけてインド洋侵攻作戦の図上演習を行い、セイロン島の占領・英国東洋艦隊撃滅の計画をたてる。しかし、セイロン攻略作戦に自信を持てない日本陸軍や、米豪遮断を目指す海軍軍令部の反対により連合艦隊のインド洋方面作戦計画は一旦後退した。
当時、ビルマ攻略を目指す陸軍第十五軍は首都ラングーンまで進出しており、今後、全ビルマ制圧作戦を進めるには海路からの軍需品輸送が不可欠であった。
しかし、インド洋にあるセイロン島にはイギリス軍の二大基地、商港コロンボと軍港トリンコマリーがあり、日本の海路からの輸送をイギリス艦隊が阻止してくることが予想できた。そこで海上交通保護のため北部スマトラ島とアンダマン諸島を占領して航空基地を建設するとともに、セイロン島の二大拠点とイギリス東洋艦隊に打撃を与えておく必要が生じた。
日本側は、インド洋に展開するイギリス海軍は、空母2隻・戦艦2隻・重巡洋艦3隻をはじめ、軽巡と駆逐艦も行動しており、沿岸の基地には約300機の航空機が配備されていると考えていた。
3月9日、連合艦隊（司令長官山本五十六大将）は南方部隊（指揮官近藤信竹第二艦隊司令長官）に対し、セイロン島方面機動作戦の実施を命じた（聯合艦隊電令作第86号）。
近藤長官は3月14日に発令したインド洋機動作戦要領（南方部隊電令作第139号）の中で、丙潜水部隊（指揮官市岡寿第二潜水戦隊司令官）に対してセイロン西方海面の哨戒と通商路攻撃を指示していた。だが潜水艦の数が足りず（伊7、伊2、伊3、第8潜水隊）、セイロン島とインド南岸の泊地を偵察させるにとどまった。
それでも、貨物船6隻・小型帆船4隻を撃沈した。
近藤長官直率の南方部隊本隊（第二艦隊旗艦〈愛宕〉、第4駆逐隊第1小隊〈嵐、野分〉）は4月4日にペナンを出発、アンダマン諸島南西方面に進出した。
また日本海軍の基地航空隊はアンダマン諸島や北部スマトラ島に展開し、機動部隊の作戦を支援した。

### 連合国
イギリスは、1941年12月のマレー沖海戦で東洋艦隊旗艦の戦艦「プリンス・オブ・ウェールズ」を撃沈され、極東の最重要拠点シンガポールも失陥したため、東洋艦隊をインド洋セイロン島（現在のスリランカ）のコロンボ基地並びにトリンコマリー軍港にまで退避させていた。
イギリス、オランダにとってセイロン島の陥落は、インド洋の海洋路が遮断されるのみならず、ひいては中東の連合国軍補給ルートの遮断、スエズ運河の陥落、アフリカにおける枢軸国軍の勝利をも招くと懸念すべきものであった。
そこでダドリー・パウンド第一海軍卿より3月8日にセイロンが脅威にさらされているという情報を受けとったイギリス首相ウィンストン・チャーチルは、東洋艦隊司令長官をジェームズ・サマヴィル中将に交代する人事を行った上、インド洋に展開する空母「インドミタブル」、戦艦「リヴェンジ」、「ロイヤル・サブリン」に加え、空母「フォーミダブル」、戦艦「ラミリーズ」、「レゾリューション」、「ウォースパイト」等を増派した。これで英国東洋艦隊は、戦艦5隻と空母3隻を基幹とする大艦隊となったわけである。サマヴィルは3月24日（26日）にコロンボに到着し、3月26日（27日）に「ウォースパイト」に将旗を掲げ、そこから現存艦隊主義により、ビルマ方面に進攻してくる日本軍ににらみを効かせた。日本海軍の最大の敵はアメリカ太平洋艦隊であったが、これでインド洋のイギリス海軍もまた、資源供給地として占領したオランダ領東インドの確保を脅かす存在となったわけである。ただサマヴィルは、日本海軍がセイロン島へ侵攻してきたときの勝算はないと考えていた。

## 経過

### 日本艦隊出撃とイギリス側の動向

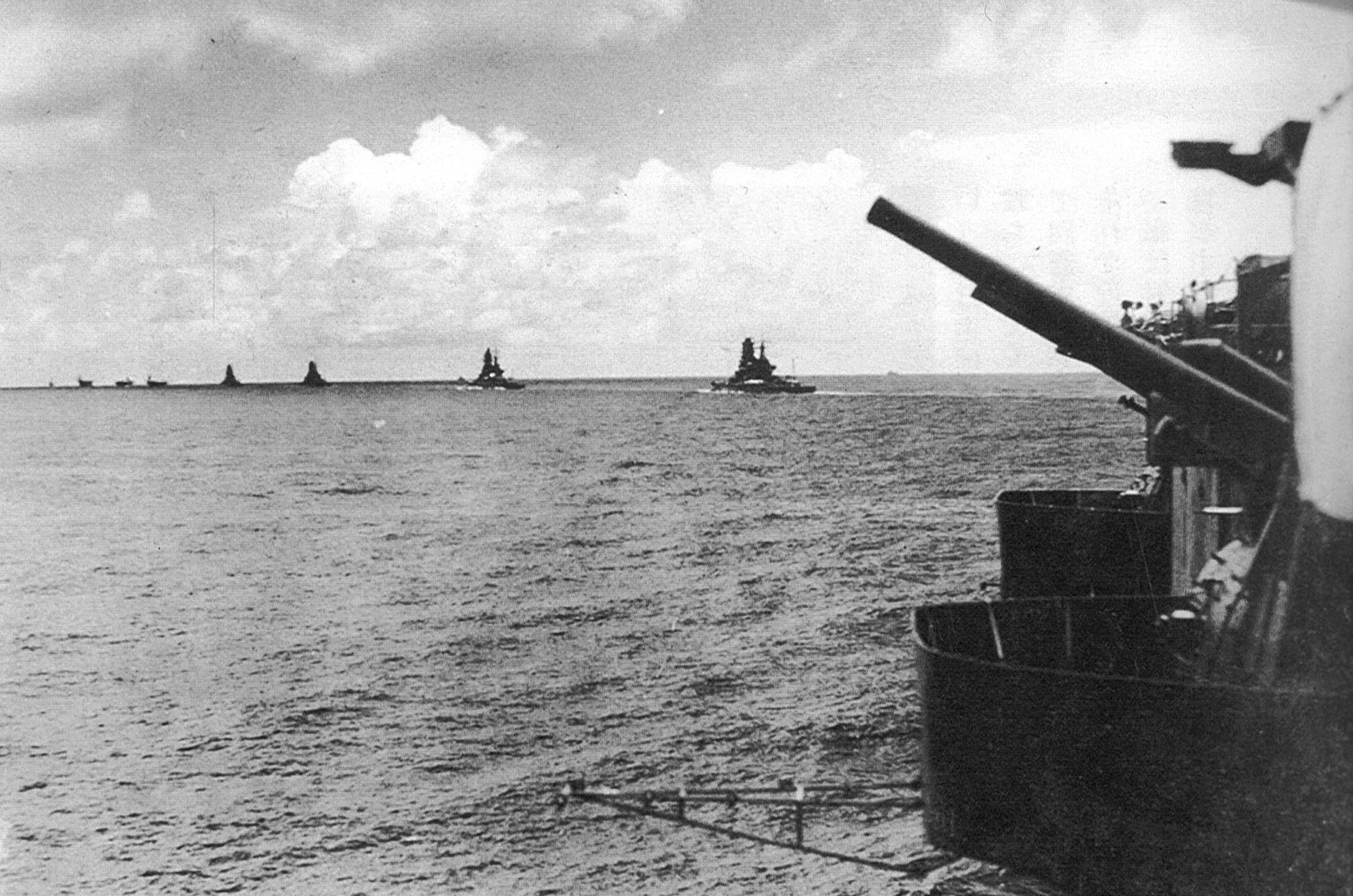
3月30日に空母「瑞鶴」より撮影された写真。写真右より戦艦「金剛」、「榛名」、「霧島」、「比叡」、空母「飛龍」、「蒼龍」、「赤城」。

日本軍の当初の予定では機動部隊のスターリング湾からの出撃は3月21日、セイロン島攻撃は4月1日であった。しかし、敵出現の報告などがありそれに対応したため第五航空戦隊の日本本土からスターリング湾への進出が遅れ、セイロン島攻撃日は4月5日となっていた。3月26日、スラウェシ島（セレベス島）南東岸スターリング湾（Staring-baai）から出撃した機動部隊は、オンバイ海峡を通過しジャワ島の南方からインド洋に入った。
イギリス軍は当時コロンボにあった極東連合部（FECB）により、通信解析、方位測定、符丁等の暗号解読に努めており、日本海軍の主要な作戦用暗号であるJN-25の解読を行い、地点符号の特定に成功した。これにより3月22日には4月1日に日本軍がセイロン島を攻撃する予定であることを知った。サマヴィルは日本軍に対しては、空母機による夜間雷撃を行なおうとした。しかし、サマヴィルは艦隊の温存を命じられており、攻撃は受けないようにしていた。
サマヴィルは分散していた艦艇を3月31日に洋上で集結させると、次の二つの部隊に分けた。
- A部隊（サマヴィル中将）：戦艦「ウォースパイト」、空母「インドミタブル」、「フォーミダブル」、重巡洋艦「コーンウォール」、軽巡洋艦「エメラルド」、「エンタープライズ」、駆逐艦6隻
- B部隊（アルガノン・ウィリス中将[注釈 1]）：第3戦艦戦隊（戦艦「レゾリューション」、「ラミリーズ」、「ロイヤル・サヴリン」、「リヴェンジ」）、空母「ハーミーズ」、軽巡洋艦「カレドン」、「ドラゴン」、「ヤコブ・ヴァン・ヘームスケルク」、駆逐艦8隻[注釈 2]

4月1日には修理を中断して出撃した重巡洋艦「ドーセットシャー」がA部隊に合流した。
イギリス艦隊はセイロン島の南で行動し、4月2日まで艦隊の連携を高める演習を繰り返した。夜間は日本艦隊を求めて行動したが何も発見できなかった。上述の通り、日本軍の攻撃予定日は延期されていたため日本軍が現れるはずはなかった。また、4月2日にはリヴェンジ級戦艦では真水が不足してきており、燃料補給の必要な艦もあった。

連合軍は、暗号解読は行っていたものの、依然として日本軍の動きがつかめず、誤報・作戦延期の可能性も考えられたため、東洋艦隊は作戦を中止した。問題は何処の港で補給を行うかであった。商業港で混雑したコロンボ、防空施設の貧弱なトリンコマリーに帰港して真珠湾攻撃における米太平洋艦隊の二の舞を恐れたサマヴィルは2日、艦隊主力をアッドゥ環礁へ待避させることにした。当時、日本軍はアッドゥ環礁基地の存在を知らなかった。「ドーセットシャー」は修理再開のため、「コーンウォール」はオーストラリア行き船団の護衛にあたるため、ともにコロンボへ向かった。また、「ハーミース」と駆逐艦「ヴァンパイア」はマダガスカル島攻略準備のためトリンコマリーへ向かった。
セイロン島攻撃を前に機動部隊は補給部隊を分離、帰路の補給地点にむかわせた。
4月4日夕刻（現地時間では午後3時）、セイロン島の南東700km付近に迫っていた機動部隊はカタリナ型双発飛行艇（第413飛行隊）に発見された。飛行艇は「日本艦隊発見」の電報を打った後、上空直衛の零戦により撃墜された（レオナルド・バーチャル少佐など、脱出者は磯風に収容）。この電報は「赤城」でも傍受し、日本側は奇襲の要素が失われた事を知ったが、特段の措置は取らなかった。敵機に発見されたため、明朝の敵機来襲や敵母艦部隊、潜水艦などの攻撃が考えられることから予定を変更するか議論され、攻撃は決行することになったが、攻撃隊の編制は変更が行われ、当初のコロンボ攻撃に兵力を集中する案から五航戦の艦攻隊など兵力の半分が不時の会敵に備え待機することになった。
イギリス艦隊は4月4日午後アッドゥ環礁に到着したが、到着後カタリナからのセイロンの南東360海里に敵大部隊発見との報告が届いた。この時A部隊は燃料補給中、B部隊はまだ燃料補給が開始されておらず翌朝まで出撃できない、という状況であった。このためサマヴィルはA部隊だけ先に出撃させることに決め、夜A部隊を率いて出撃した。また、「ドーセットシャー」と「コーンウォール」にもコロンボから出港して合流するよう命じた。サマヴィルはA部隊を率い、日本艦隊を迎撃するため16ノットで東へ向かったが、敵を捕捉できなかった。

### コロンボ空襲

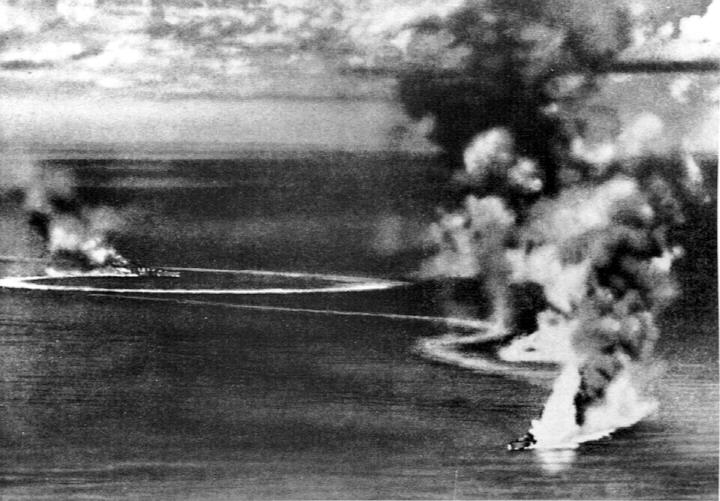
空襲下の「ドーセットシャー」と「コーンウォール」

1942年（昭和17年）4月5日朝、機動部隊はコロンボ南方200海里に進出し、淵田美津雄中佐を指揮官とする第一攻撃隊（艦攻54、艦爆38、零戦36）でコロンボを空襲した。艦攻は800キロ爆弾を搭載した。午前8時30分以降、各艦（赤城〈艦攻17、零戦9〉、蒼龍〈艦攻18、零戦9〉、飛龍〈艦攻18、零戦9〉、瑞鶴〈艦爆19、零戦9〉、翔鶴〈艦爆19〉）から攻撃隊が発進した。二航戦（蒼龍、飛龍）の艦爆、五航戦（瑞鶴、翔鶴）の艦攻と零戦は、逃げ出してきた艦艇の攻撃や、イギリス空母が出現した時に備えて飛行甲板上で待機した。
コロンボからは事前に商船25隻が退避していたが、商船21隻や、駆逐艦「テネドス」、「デコイ」、仮装巡洋艦「ヘクター」、潜水母艦「Lucia」、潜水艦「トラスティ」などが残っていた。
天候はあまり芳しくなかったが、日本軍攻撃隊は待ち受けていたイギリス機を排除した。つづいて港湾施設と飛行場を攻撃し、「テネドス」と「ヘクター」を撃沈した。他に潜水母艦「ルチア (Lucia)」と商船「Benledi」が損傷した。
日本側は、合計7機（艦爆6〈瑞鶴5、翔鶴1〉、零戦1〈蒼龍〉）を喪失した。イギリス側はハリケーンとフルマー合計42機、またはハリケーン34機とフルマー6機が迎撃し、ハリケーン14機とフルマー4機が撃墜された、または19機を失った。また、イギリスのフェアリー ソードフィッシュ雷撃機6機（8機）が日本軍攻撃隊と遭遇し、全機撃墜された。ブリストル・ブレニム10機（14機）が日本艦隊の攻撃に向かったが、会敵できなかった。
午前11時18分、地上軍事施設には甚大な損害を与えたが、湾内の艦船に対する爆撃効果は十分ではないと判断した攻撃隊総指揮官淵田中佐は、「第二次攻撃を準備され度」と連絡した。
淵田の報告を受けた南雲長官は1152（日本時間）に、各空母で雷装で待機させていた攻撃隊を爆装に転換し、第一次攻撃隊収容後にただちに発艦するように命じた。
しかし、13時に「利根」の九四式水上偵察機機動部隊西方で巡洋艦らしきものを発見し、「敵巡洋艦らしきもの二隻見ゆ」と報告した。南雲長官は「利根」と「筑摩」から索敵機を発進させるとともに、爆装を命じた攻撃隊を再び雷装させるように命じた。
13時50分、「阿武隈」水偵から駆逐艦2隻発見の報告が入る。また、同機は他の敵は存在しないとも報告。これにより、先の報告の巡洋艦は駆逐艦を誤認したものではないかとの疑いが生じた。
このとき先任参謀大石保中佐は、駆逐艦ならばそれよりコロンボで打ち漏らした商船群への攻撃を優先すべきと主張した。これに対し、航空参謀源田実中佐は駆逐艦であろうと海上武力の撃滅を優先すべきと主張し、南雲長官は源田案を採用した。山口多聞少将から「攻撃隊発進の要ありと認む」と「赤城」へ意見具申があった。
機動部隊司令部は爆装準備が整っていた急降下爆撃隊53機（赤城17、蒼龍18、飛龍18）を、そのまま発艦させた。攻撃隊は14時49分から15時3分にかけて各艦から発進した。この頃、触接に向かっていた「利根」の零式水偵から敵巡洋艦2隻発見の報告が届いた。艦種を確認せよとの指示に対しては15時56分に「敵巡洋艦はケント型なり、敵巡洋艦附近に敵を認めず」と報告した。これを受けて、南雲中将は第五航空戦隊（瑞鶴、翔鶴）に対して「艦攻および艦爆約半数をもって攻撃せよ」と命じ、第五航空戦隊の原少将は出撃時刻を17時とした。
イギリス東洋艦隊主力と合流するため南下していたイギリス巡洋艦2隻は、江草隆繁少佐率いる九九式艦爆53機の急降下爆撃により、約30分ほどで撃沈された。
17時には機動部隊より第二次攻撃隊（前述）が発進する予定だったが、巡洋艦の撃沈報告と偵察機から「敵巡洋艦の南西方向50海里に進出するも敵を見ず」との情報があったことにより、発進は取りやめとなった。機動部隊は南東に退避した。イギリス巡洋艦の生存者は、サマヴィルが派遣した軽巡洋艦「エンタープライズ」と駆逐艦2隻によって30時間後に救助された。
5日15時30分、サマヴィルは敵艦隊が北方100マイルにあるとの報告を受けていた。東洋艦隊は日本軍に対し交戦を企図しているように見せかけながら、実際にはそれを避けると言う難しい方針の下に動いていたが、現実問題として、日本の機動部隊は東洋艦隊より圧倒的に優勢であった。そのため、雷撃機による夜襲を行うため索敵を行う。
18時17分敵機発見の報があり、艦隊は北西に針路をとった。A部隊とB部隊は6日の払暁に合同し、針路を南東に向けた。この時点では日本艦隊がアッドゥ環礁まで追撃をかけてくる可能性を考慮していた。この日の夜、本国の海軍省は電報を送り、東洋艦隊の増強圧力が日本軍に対して効果を持たない事が明らかになったと告げた。同時にセイロン島への帰港禁止と、R級戦艦の東アフリカ派遣を命令した。
機動部隊では19時9分ごろに敵機発見の信号があったが、上空の直掩機はこれを発見できなかった。
19時29分、「飛龍」から零戦6機が発艦、ソードフィッシュ2機を発見、1機は撃墜したが、他は太陽方向視界外に逃した。当然、付近に敵空母の存在が疑われたため、6日には早朝から広範囲の索敵を行ったが、敵艦発見の報告は無く、既に遠方へ退避したことも考えられたため、英機動部隊攻撃は断念された。機動部隊は警戒を厳重にしながら南東方向に退避、コロンボから450海里圏外を北上してツリンコマリ攻撃に向かった。東洋艦隊は日本艦隊への攻撃を計画していたが再発見できず、追撃を中止し8日11時にアッドゥ環礁に入った。日本側も索敵は行っており、5日から8日にかけて日英双方が互いを捜したが、接触はなかった。

### トリンコマリー空襲
イギリス側の方位測定班は8日朝、「赤城」の符丁を観測した。15時17分、カタリナがセイロン島東方400マイルに敵艦隊を認めた。トリンコマリー、またはマドラス空襲の可能性は明らかであったためトリンコマリー在泊の艦船に退避が命じられ、空母「ハーミーズ」、駆逐艦「ヴァンパイア」、機雷敷設艦「Teviot Bank」、コルベット「ホリホック」、汽船「British  Sergeant
」、補助艦隊の「Pearleaf」および「Athelstane」がトリンコマリーより出港した。
4月8日、機動部隊は、トリンコマリー港に近づく間、英空軍の飛行艇に接触された。兵力、位置、意図も完全に察知されていたが、英主力部隊の出現を期待して強襲することになっていた。コロンボ空襲時の巡洋艦出現から周囲に空母がいて新たな敵の出現は確実と判断しており、飛行隊の約半数を控置するように計画を変更していた。
9日午前9時（日本時間）、機動部隊は、トリンコマリーの東方海上約200海里から第一次攻撃隊（艦攻91、零戦41）を発進させた。攻撃隊は1000頃からセイロン島北部のトリンコマリーへの空襲を開始した。飛行場と港湾を強襲し、迎撃機のほか飛行場の地上機、港湾施設を破壊した。港内では汽船「Sagaing」が直撃弾を受けて炎上し、座礁した。また、モニター「エレバス」でも至近弾により被害が生じた。第一次攻撃隊は零戦3機（瑞鶴2、翔鶴1）、飛龍艦攻1を喪失した。イギリス側はホーカー ハリケーン17機とフェアリー フルマー6機が迎撃に上がり、ハリケーン8機とフルマー1機を失った。イギリス軍の人的損害は死者20名、負傷者33名で、ほかに民間人38名が死亡した。
10時8分、敵飛行艇が触接していることを発見、直掩機がこれを撃墜した。攻撃後の10時55分、榛名水偵から南方海域に空母一隻と駆逐艦三隻を発見した報告があった。午前11時43分、高橋少佐指揮の第二次攻撃隊（艦爆85機〈赤城17、蒼龍18、飛龍18、瑞鶴14、翔鶴18〉、零戦6機〈蒼龍3、飛龍3〉）が発艦して、13時30分に「ハーミーズ」以下を発見した。
「ハーミーズ」とオーストラリア駆逐艦「ヴァンパイア」は逃走を試みたが、間もなく艦爆隊に発見され撃沈された。ほかに、「ホリホック」、「British  Sergeant」、「Athelstane」も撃沈された。「赤城」では「ハーミーズ」がハリケーンの救援を求める電報を傍受した。ハーミーズ攻撃の際、急降下爆撃は45機が投弾、日本軍記録命中弾37発、命中率82％を記録した。
| 赤城 艦爆隊 | 投弾2発  | 命中2発  |
| 飛龍 艦爆隊 | 投弾11発 | 命中9発  |
| 瑞鶴 艦爆隊 | 投弾14発 | 命中13発 |
| 翔鶴 艦爆隊 | 投弾18発 | 命中13発 |

まだ投弾していなかった機は周囲の艦船を目標とし、豪駆逐艦バンパイア、哨戒艇ホーリー、商船2隻（タンカー）を撃沈。
- バンパイア：投弾16発、命中13発
- ホーリー：投弾6発、命中1発
- 大型商船：投弾12発、命中11発
- 小型商船：投弾6発、命中5発

| 赤城 艦爆隊 | 投弾17発 | 命中16発(1機投下不能） |
| 蒼龍 艦爆隊 | 投弾18発 | 命中11発               |
| 飛龍 艦爆隊 | 投弾18発 | 命中13発               |
| 瑞鶴 艦爆隊 | 投弾14発 | 命中13発               |
| 翔鶴 艦爆隊 | 投弾18発 | 命中13発               |

この間、イギリス空軍のブレニム爆撃機（第11中隊のブリストル・ブレンハイム双発爆撃機）9機が機動部隊を奇襲した。このとき日本側ではトリンコマリー攻撃から第一次攻撃隊が帰還しており、これも「ハーミーズ」攻撃に向かわせるべく補給をし、攻撃機に魚雷を積んでいる最中で、イギリス軍機に全く気付いていなかった。イギリス空軍機は「赤城」を狙って編隊爆撃を行い、投下された爆弾は挟叉したものの命中しなかった。日本軍は直掩の零式艦上戦闘機により爆撃機5機を撃墜したが、指揮官機（飛龍分隊長、能野澄夫大尉）が防御砲火で撃墜された。9日の戦闘における日本側損害一覧は、艦爆4、艦攻1、零戦5であった。

### 馬来部隊の通商破壊作戦
また、機動部隊の活躍は、ベンガル沖での馬来部隊（第一南遣艦隊基幹）の作戦の助けにもなった。馬来部隊はアンダマン諸島・ニコバル諸島の占領作戦を終えたあと、ビルマのラングーンに対する輸送作戦を実施していた。
同時期、馬来部隊指揮官小沢治三郎海軍中将（第一南遣艦隊司令長官、旗艦「鳥海」）は機動部隊のインド洋進出に呼応し、ベンガル湾機動作戦を開始した。
馬来部隊の作戦目的はインド洋→ベンガル湾→カルカッタに至る通商路を攻撃する事で、ビルマ方面の連合軍を牽制し、アンダマン諸島への反攻企図を阻止することにあった。
作戦参加部隊は下記の区分に分けられる。
- 馬来部隊機動部隊
  - 北方隊：熊野、鈴谷、白雲
  - 中央隊：鳥海、由良、龍驤、朝霧、夕霧
  - 南方隊：三隈、最上、天霧
- 補給隊
  - 綾波、汐風、日栄丸
- 警戒部隊
  - 軽巡洋艦：川内
  - 第十九駆逐隊第一小隊[133]：浦波、磯波[注釈 4]
  - 第十一駆逐隊[133][135]：初雪、白雪、吹雪、叢雲

馬来部隊主隊（鳥海、由良、龍驤、第三水雷戦隊）は3月26日、メルギーに進出した。
4月1日にメルギーを出撃してベンガル湾へ進出、警戒部隊（第三水雷戦隊）はアンダマン諸島近海で待機した。
4月5日、「龍驤」より艦攻10機が発進して索敵攻撃を実施。「Harpasa」（5082トン）を沈め、「Dardanus」（7823トン）と「Point Clear」（4893トン）を損傷させた。
4月6日、北方隊、中央隊、南方隊は次のような戦果を挙げた。
- 中央隊
  - アメリカ貨物船「Bienville」（5491トン）：「龍驤」機の攻撃で損傷後、「鳥海」と「龍驤」に捕捉され沈没[142]。
  - イギリス貨物船「Ganges」（6245トン）：「龍驤」機および「鳥海」、「由良」、「龍驤」、駆逐艦1隻の攻撃で沈没[142]。
  - イギリス商船「Sinkiang」（2646トン）：航空機1機による攻撃後、「鳥海」が撃沈[142]。
  - オランダ商船「Banjoewangi」（1279トン）と「Batavia」（1279トン）、イギリス商船「Taksang」（3471トン）：「由良」と「夕霧」の攻撃で沈没[142]。
  - アメリカ船「Selma City」（5686トン）：「鳥海」機および「龍驤」機の攻撃で沈没[143]。
  - オランダ商船「Van Der Capellen」（2073トン）：「龍驤」機の攻撃で損傷し、後日沈没[144]。
  - イギリス貨物船「Anglo-Canadian」（5268トン）：「龍驤」機の攻撃で悪弾1発が命中したが不発[144]。
  - ビザガパタムとコリンガを「龍驤」機が攻撃し、商船1隻に爆弾が命中したが不発[144]。
- 南方隊
  - 「Gandara」と同船が曳航していた「Dardanus」およびノルウェー船「Dagfred」（4434トン）と「Hermod」（1515トン）を撃沈[144]。
- 北方隊
  - ノルウェーのタンカー「Elsa」（5381トン）、イギリス貨物船「Malda」（9066トン）、「Autolycus」（7718トン）、「Indora」（6622トン）、「Silksworth」（4921トン）、「Shinkuang」（2441トン）、アメリカ貨物船「Exmoor」（4986トン）を撃沈[145]。
  - 他に、火災を起こし漂流中の一万屯級商船1隻を発見して撃沈[146]。

馬来部隊機動部隊は4月7日から8日にかけて合流し、4月11日にシンガポールへもどった（翌日、第一南遣艦隊旗艦を鳥海から香椎に変更）。
この作戦を区切りとして、馬来部隊（第一南遣艦隊）に派遣されていた各部隊・各艦は指揮下を離れることになる（4月10日附で南西方面艦隊を新編）。
ベンガル湾機動作戦に参加した各部隊は、それぞれ内地に帰投した。

### 海戦後
コロンボ基地並びにトリンコマリー軍港を破壊された東洋艦隊はセイロン島、アッドゥ環礁のいずれも危険と判断、A部隊をボンベイに、B部隊を船団護衛のためアフリカ東岸モンバサのキリンディニ港に向かわせた。さらにインド洋東側での展開を断念し、アフリカ東岸のマダガスカル島まで退避した。
インド洋作戦は第一段作戦（南方作戦）に付随した最後の作戦にあたる。以後、日本海軍は第二段作戦として短期決戦と米豪遮断作戦を並行して推し進め、インド洋方面では海軍による大規模攻勢は行われることはなかった。
作戦終了後、第一航空艦隊では夕闇迫るインド洋上の飛行甲板に整列して、戦死した戦友のために一分間の黙とうを捧げた後、進路を東にとって内地に帰還した。途中、第五航空戦隊（空母〈瑞鶴、翔鶴〉、警戒艦〈萩風、舞風、秋雲〉）はMO作戦のため台湾に向けて分離した。五航戦はドーリットル空襲に対処したあと兵力を再編してMO機動部隊（本隊〔第五戦隊〈妙高、羽黒〉、第7駆逐隊1小隊〈潮、曙〉〕、航空部隊〔五航戦〈瑞鶴、翔鶴〉、第27駆逐隊〈時雨、白露、有明、夕暮〉〕、補給部隊〔東邦丸〕）となり、南洋部隊（指揮官井上成美第四艦隊司令長官）に編入されて珊瑚海へむかった（珊瑚海海戦）。
潜水艦作戦にも変化があった。4月10日の第二段作戦第一期兵力部署が発動され、丙潜水部隊は先遣部隊（第六艦隊）に戻されて本土に向かった。以後、新設の第八潜水戦隊などがインド洋に展開することとなる。潜水艦のほかにも、特設巡洋艦（報国丸、愛国丸）による通商破壊作戦がおこなわた。
その後インド洋では、フランスを占領下に置いていたドイツからの依頼を受けて、少数の潜水艦がマダガスカルの戦いに投入された。これは仏領マダガスカル島におけるヴィシー・フランス軍とイギリス軍の間で行われた戦闘であった。5月末、甲先遣隊の潜水艦と特殊潜航艇甲標的によるディエゴ・スアレス奇襲作戦が実施され、英戦艦「ラミリーズ」が大破・油槽船「ブリティッシュ・ロイヤルティ」 が沈没している。このようにイギリス連邦の通商遮断作戦を行った。
一方、ドイツとイタリアでは、このセイロン沖作戦以降、有力な艦隊をインド洋に投入しない日本に対し不満が高まった。クルト・フリッケ中将/作戦部長が野村直邦海軍中将に幾度もインド洋方面への戦力投入を要請、ついにはテーブルを叩きながら悲壮な様子で訴えた。野村は「北阿作戦の現状は、更に有力な艦隊をもって一層積極的な協力を与えなければ敗退の他なし再考を求む」と報告した。イタリアのベニート・ムッソリーニ首相も、「更ニ一層密接ナル協力ヲ希望ス」として、日本海軍がイギリスの東洋艦隊を撃滅することを希望した。
大本営（軍令部）は6月22日の大海指第107号により「作戦に支障のない限りあらゆる使用可能兵力および機会を利用して、極力敵の海上交通を破壊擾乱し、敵の屈服を促進する」旨を連合艦隊に指示した。連合艦隊は電令作第174号により「インド洋方面海上交通破壊戦（Ｂ・作戦）」の実施を南西方面艦隊（司令長官高橋伊望中将/第二南遣艦隊長官兼務、旗艦「足柄」）に下令する。
当時の日本海軍は母艦航空隊の再建に尽力しており（珊瑚海海戦で第五航空戦隊の消耗大、ミッドウェー海戦では赤城・加賀・蒼龍・飛龍喪失）、とりあえず空母を使用しない本作戦が実施されることになった。作戦目的は、インド洋方面通商破壊作戦、敵兵力の減殺、敵艦艇の拿捕回航であった。
また連合艦隊はＢ作戦と並行して、ココス諸島やセイロン島の攻略の検討をはじめた。一連の日本海軍のインド洋方面作戦重視には、同盟国（ドイツ、イタリア）との連携という意味合いもあった。作戦前の7月14日、第一南遣艦隊司令長官は小沢治三郎中将から大川内傳七中将に交代する。7月16日、南方部隊指揮官（南西方面艦隊長官）は南方部隊電令作第6号によりＢ作戦の実施を第一南遣艦隊司令長官に命じた。
Ｂ作戦は第一南遣艦隊司令長官（旗艦香椎）を指揮官とし、
主隊（巡洋艦〈香椎〉、海防艦〈占守〉、駆逐艦〈春風〉、特設巡洋艦〈清澄丸〉、特設水上機母艦〈相良丸〉、駆潜艇7号）、
第七戦隊（司令官西村祥治少将。鈴谷、熊野）、
第十六戦隊（司令官原顕三郎少将。名取、鬼怒）、
第三水雷戦隊（司令官橋本信太郎少将。軽巡〈川内〉、第11駆逐隊〈吹雪、白雪、初雪、叢雲〉、第19駆逐隊〈浦波、綾波、敷波〉、第20駆逐隊〈天霧、朝霧、夕霧、白雲〉）、第二水雷戦隊より第15駆逐隊（黒潮、親潮、早潮）、第四水雷戦隊より第2駆逐隊（村雨、夕立、春雨、五月雨）が、7月31日までにマレー半島のメルギーに集結した。7月28日附の兵力部署は以下のとおり。
- 主　隊：大川内中将 - 香椎、春風、占守、駆潜艇7号、相良丸、清澄丸
- 機動部隊：指揮官原顕三郎第十六戦隊司令官[177]
  - 中央隊：原健三郎少将 - 第十六戦隊（名取、鬼怒）、第11駆逐隊（吹雪、白雪、初雪、叢雲）
  - 南方隊：西村祥治少将 - 第七戦隊（熊野、鈴谷）、第2駆逐隊（村雨、夕立、春雨、五月雨）、第15駆逐隊（黒潮、親潮、早潮）
  - 北方隊：橋本信太郎少将 - 第三水雷戦隊（川内、第19駆逐隊〈浦波、綾波、敷波〉、第20駆逐隊〈天霧、朝霧、夕霧、白雲〉）
- 航空部隊：第二十一航空戦隊司令官多田武雄少将[178] - 基地航空隊（第二十一航空戦隊、第四十航空隊、第二十三航空戦隊）
- 潜水部隊：第三十潜水隊司令 - 第30潜水隊（伊165、伊166）[179]
- 補給隊：旭東丸特務艦長 - 初鷹、雁、旭東丸、日本丸

連合艦隊司令部は、水上部隊が輸送船20隻、潜水艦部隊が50隻を撃沈すると予想した。
当時、アメリカ軍はソロモン諸島のガダルカナル島およびフロリダ諸島に大規模攻勢を計画しており（ウォッチタワー作戦）、イギリス軍に陽動を依頼する。サマヴィル提督は大型艦3隻（ウォースパイト、イラストリアス、フォーミダブル）を基幹とするA部隊を率いてセイロン島に移動した。スタブ作戦 (Operation Stab) の発動は8月1日であった。
8月1日、日本軍飛行艇がセイロン島南方に「戦艦1と空母2隻を含む敵機動部隊、付近に巡洋艦・駆逐艦各2隻」を発見した。大川内長官はＢ作戦発動を3日延期した。8月5日から6日にかけて英軍機の偵察があり、潜水艦1隻の存在も通報された。大川内長官はＢ作戦の発動を延期、Ｂ作戦部隊はメルギーで待機した。
作戦決行直前の8月7日、連合軍はガダルカナル島とフロリダ諸島に来攻（ウォッチタワー作戦）、ガダルカナル島の戦いがはじまる。8月8日、連合艦隊はＢ作戦の中止を決定した（連合艦隊電令作第198号）。南西方面艦隊・第一南遣艦隊に臨時編入されていた各部隊・各艦は指揮下を離れ、それぞれトラック泊地やソロモン諸島へ向かった。
以降、ソロモン・ニューギニア方面が不安定となると、インド洋方面に投入される戦力は激減した。日本海軍の潜水艦が「交通破壊活動を細々と実施する」状態になった。ドイツとイタリアは日本が作戦を中止した事に不満を高め、真珠湾攻撃でアメリカを戦争に引きずり込んだ事や同盟国のアフリカ戦線の苦戦に協力しない利己主義を批判、ついには「こんなことならアメリカに対して宣戦布告を行うべきではなかった」と非難した。このため、日独経済協定の締結や技術交流にも悪影響を及ぼしている。

## 参加兵力

### 日本軍
南方部隊本隊
指揮官：第二艦隊司令長官近藤信竹海軍中将（旗艦「愛宕」）
- 南方部隊本隊
  - 第四戦隊 - 重巡洋艦：愛宕[28][注釈 9]
  - 第四駆逐隊第一小隊[26]（第四水雷戦隊所属） - 駆逐艦：嵐、野分

南方部隊機動部隊（通称、南雲機動部隊）
指揮官：第一航空艦隊司令長官南雲忠一海軍中将（近藤長官麾下）
- 空襲部隊（南雲長官直率）[188]
  - 第一航空戦隊 - 航空母艦：赤城[189]（空母加賀は2月9日にパラオで座礁[190][191]。3月15日佐世保着、本作戦時は佐世保海軍工廠で修理中[191]。）
  - 第二航空戦隊 - 航空母艦：蒼龍（第二航空戦隊司令官山口多聞少将旗艦）[123]、飛龍
  - 第五航空戦隊 - 航空母艦：瑞鶴[67]（第五航空戦隊司令官原忠一少将旗艦）、翔鶴[111]
- 支援部隊（指揮官三川軍一第三戦隊司令官）[192]
  - 第三戦隊 - 戦艦：第1小隊〈比叡（三川中将旗艦）[193]、霧島〉、第2小隊〈榛名、金剛〉
  - 第八戦隊 - 重巡洋艦：利根（第八戦隊司令官阿部弘毅少将旗艦）[194]、筑摩
- 機動部隊警戒隊（指揮官大森仙太郎第一水雷戦隊司令官）[195]
  - 第一水雷戦隊 - 軽巡洋艦：阿武隈（大森少将旗艦）
  - 第四駆逐隊第二小隊（第四水雷戦隊所属） - 駆逐艦：萩風、舞風
  - 第十七駆逐隊（第一水雷戦隊所属） - 駆逐艦：谷風、浦風、浜風、磯風
  - 第十八駆逐隊（第二水雷戦隊所属） - 駆逐艦：不知火、霞、陽炎、霰
  - 第五航空戦隊 - 駆逐艦：秋雲
- 補給部隊
  - 第一補給隊 - 神國丸、健洋丸、日本丸、東榮丸、國洋丸、旭東丸
  - 第二補給隊 - 日朗丸、第二共榮丸、豊光丸

馬来部隊
指揮官：第一南遣艦隊司令長官小沢治三郎海軍中将
- 北方隊（指揮官：第七戦隊司令官栗田健男海軍中将）
  - 第七戦隊第一小隊 - 重巡洋艦：熊野（栗田司令官旗艦）、鈴谷
  - 第二十駆逐隊（第三水雷戦隊所属） - 駆逐艦：白雲
- 中央隊（指揮官：馬来部隊指揮官小沢治三郎第一南遣艦隊長官）
  - 第四戦隊 - 重巡洋艦：鳥海
  - 第五潜水戦隊 - 軽巡洋艦：由良（第五潜水戦隊司令官醍醐忠重少将旗艦）
  - 第四航空戦隊 - 空母：龍驤（第四航空戦隊司令官角田覚治少将旗艦）[148]
  - 第二十駆逐隊（第三水雷戦隊所属） - 駆逐艦：夕霧、朝霧
- 南方隊（指揮官：三隈艦長崎山釈夫大佐）
  - 第七戦隊第二小隊 - 重巡洋艦：三隈、最上
  - 第二十駆逐隊 - 駆逐艦：天霧
- 補給部隊（指揮官：綾波駆逐艦長作間英邇中佐）
  - 駆逐艦（綾波、汐風）、給油艦「日栄丸」
- 警戒隊（指揮官橋本信太郎第三水雷戦隊司令官）
  - 第三水雷戦隊：軽巡洋艦：川内（橋本司令官旗艦）
  - 第十九駆逐隊第1小隊：駆逐艦 - 浦波、磯波
  - 第十一駆逐隊：駆逐艦 - 初雪、白雪、吹雪、叢雲

丙潜水部隊
指揮官：第二潜水戦隊司令官市岡寿少将
- 潜水艦 - 伊七、伊三、伊二、第八潜水隊（伊四、伊六）

南方部隊航空部隊
指揮官：第十一航空艦隊司令官塚原二四三少将
- 基地航空隊、飛行艇部隊

### 連合軍
東洋艦隊
司令長官：ジェームズ・サマヴィル（en:James Fownes Somerville）中将
- 正規空母：インドミタブル、フォーミダブル
- 軽空母：ハーミーズ
- 戦艦：ウォースパイト、レゾリューション、ラミリーズ、ロイヤル・サブリン、リヴェンジ
- 重巡洋艦：コーンウォール、ドーセットシャー
- 軽巡洋艦：エンタープライズ、エメラルド、ダナエ、ドラゴン
- オランダ軍軽巡洋艦：ヤコブ・ヴァン・ヘームスケルク
- 駆逐艦：テネドス、他14隻
- オランダ軍駆逐艦：1隻
- 艦載航空機：93機（雷撃機57機、戦闘機36機）
- 基地航空機：約90機

## 損害
日本軍
- 零戦4機損失
- 九九式艦爆10機損失
- 九七式艦攻2機損失

連合軍
- 軽空母ハーミーズ沈没
- 重巡コーンウォール沈没
- 重巡ドーセットシャー沈没
- 駆逐艦ヴァンパイア沈没
- 駆逐艦テネドス沈没
- タンカー2隻ほか輸送船10隻以上沈没、損傷多数
- 基地航空機約50機損失(イギリス軍記録：27機以上損失)[要出典]

## 評価
本作戦において機動部隊と馬来部隊は、大きな戦果をあげた。機動部隊は英軍の二大拠点であるコロンボ、トリンコマリーに大打撃を与え、重巡洋艦「コーンウォール」、「ドーセットシャー」、空母「ハーミーズ」、その他多数の艦船を撃沈・撃破した。他の作戦と合わせ、ビルマ方面における日本の進攻作戦を容易にした。
大本営は作戦全体として空母1隻、甲巡2隻、乙巡2隻、駆逐艦1隻、哨戒艇1隻、船舶27隻撃沈、乙巡1隻、船舶23隻大破、航空機撃墜120機と大本営発表を行った。当時、沈みゆくハーミーズの写真は写真週報第219号に掲載された。「週報第288号」では「わが方の電撃戦の前にイギリスインド洋方面の主力艦隊は杳として姿を現はさず」「イギリスが宣伝していた戦艦、航空母艦数隻を主力とする、いはゆる「大英インド艦隊」は、果たして今いづこに健在するのであろうか」と報じている。
しかし、東洋艦隊主力の撃滅には至らなかったため、連合国軍全体に与えた影響は限定されていたという意見もある。ラッセル・グレンフェルイギリス軍海軍大佐は、「それ故、敵がコンウォール、ドーセットシャー、そして、ヘルメスを捕捉し得た小さな成功により、遂に東洋艦隊の主力を発見し、壊滅に至らしめるだけの勢力集中が出来なかったことは、到底償いのつかぬ大失敗であった。」と評価している。グレンフェルは、東洋艦隊が二度目の壊滅を喫した場合にはウィンストン・チャーチルの政治家生命がその時点で終わり、イギリスは戦争から脱落、日本は大東亜共栄圏の確立に成功して第二次世界大戦の結末が変わっていた可能性を指摘している。英国海軍大佐のS・W・ロスキルは、サマヴィル艦隊が虎口を逃れた事について「（5日に）サマヴィル艦隊が発見されなかったのは、全く神の恵みと言うほかない」と述べたとされる。
一方、インド洋作戦の実施自体に批判もある。第一航空艦隊総飛行隊長だった淵田美津雄は、当時よりインド洋での作戦自体に不満を抱いており、戦力の回復していないアメリカの太平洋艦隊主力を早期に撃滅するべきであり、そのために再び真珠湾攻撃のような積極攻勢を早期に実施することを望んでいた。
セイロン沖海戦で暗号が解読され東洋艦隊がセイロン島海域で待ち伏せていた事、付近に敵空母の存在の疑いがあると判断した後も偵察が不徹底で機動部隊の近距離で行動していた東洋艦隊を発見できなかった事、コロンボ攻撃の際に英巡洋艦が発見し、兵装転換を行った事、第一航空艦隊がイギリス空軍機の接近に気づかず空母「赤城」が攻撃換装中にイギリス空軍爆撃機9機に奇襲された事は、直後の6月に発生したミッドウェー海戦と類似しており、戦訓を活かせなかったという意見もある。また、日本の損害がきわめて少ないのに比べ、戦果は大きく、これが反面作戦を安易に考える気分も生じさせ、ミッドウェー海戦に悪影響を及ぼした可能性も指摘される。
一方、連合艦隊がミッドウェー作戦計画案を配布したのは4月28日で、その後図上演習開始まで関係者は戦訓研究会に出席していたため、作戦計画を深く研究する時間的余裕がなかったという意見もある。索敵については、サマヴィル中将旗下のイギリス東洋艦隊も索敵能力が低く、日英両艦隊は100海里まで近づきながら互いに気づかず、索敵不十分により敵がいないと錯誤したが、何事もなかったため戦訓にもならず索敵はこれでいいと思い込み、ミッドウェー海戦で不用意な作戦を行い、敗戦につながったという意見もある。
またセイロン沖海戦における空母ハーミス攻撃時、南雲機動部隊は少数のイギリス空軍双発爆撃機の接近に気付くのが遅れて赤城に至近弾があった。襲撃後、イギリス軍爆撃機は零戦の邀撃により壊滅した。第一航空艦隊航空参謀だった吉岡忠一によれば、「これに対し、一航艦は見張りさえ十分にすれば敵の攻撃は防止できると簡単に考えていた」と述べている。
飛龍戦闘詳報には「現在の見張り設備では高高度の敵機を発見するのは困難であり、対策として対空見張り用の電波指信器や空中聴音機の設置が必要」といった戦訓が出されている。他にも敵機発見の報告を迅速にするための戦訓がまとめられた。
中島親孝（当時、第二艦隊参謀）は、本海戦で赤城が敵爆撃機の攻撃を受けたこと（至近弾のみだったが）から大石保（当時、第一航空艦隊先任参謀）に対し、空母をひと固まりにして行動するのは危険だと注意したとして、大石はミッドウェー海戦で空母を分散隊形にするべきだったと述べている。一方、源田実（当時、一航艦航空参謀）は、分散隊形の場合、単艦の戦闘機・対空砲火では敵襲に耐えうる力は無いに等しく、生き延びるには敵に発見されないことだけに頼るしかないこと、接敵中の無線封止で艦同士が計画修正・情報交換を頻繁に連絡するが、分散隊形では至難となり企図が暴露する可能性もあること、後に米海軍でも集中隊形が採用されて大いにその効果を発揮したことを理由に集中自体は正しいと主張している。ただし、敵大編隊群の集中攻撃を受けた時の戦闘機の用法、各水上艦艇の対空砲火の統制などは研究が必要であったとして、日本海軍の兵力状況がこれを演練することを許さず、その欠陥がミッドウェーで現れたとも語っている。角田求士（戦史叢書ミッドウェー海戦の執筆者）も、無線電話の現状、無線封止、警戒艦数などから分散はかえって不適当であったと主張している。
GHQ戦史室長ゴードン・ウィリアム・プランゲは『ミッドウェーの奇跡』で、インド洋作戦で索敵機が一再にとどまらず機位を失い、無線封止を破って母艦が回収に必要な電波を発したことで自らの艦隊位置を敵に暴露することになったため、南雲艦隊は偵察に必要以上の兵力を割くことをためらうようになったと主張している。これに対し、本著の翻訳者である千早正隆は、ミッドウェー海戦で日本海軍が犯したのと同様の索敵の不備がセイロン沖海戦で既に起きていたという持論であり、プランゲがそれを認識していないとして、それをプランゲの著書の編集者に指摘して賛意を得られたと主張している。
コロンボ空襲の際に、雷装から爆装、爆装から雷装と兵装転換が発生したが、ミッドウェーでも同じことが発生し、攻撃が遅れた。ただ、本海戦では1時間半で済んだものがミッドウェー海戦では2時間でも完成しなかった。敵襲を考慮しても2時間あれば十分で、原因としてミッドウェー海戦では戦闘機の補給も同時に行っていたことが挙げられる。また、第一航空艦隊はこの海戦において敵の来襲の無い好条件下で兵装転換を行ったが、艦攻の出撃が間に合わなかった事から、兵装転換の実験を飛龍で実施した。その結果、平常航海中に行われた実験で、魚雷から通常爆弾（250屯爆弾2個）への転換に2時間半、通常爆弾（同）から魚雷への転換に2時間といった成績を出した。一方、この実験を第二航空戦隊の山口少将が研究したものとして、第一航空艦隊司令部はミッドウェー作戦の計画に反映させなかったという主張もある。